# Ron Champion
Ron Champion är en brittisk bilbyggare samt författare och konsult inom bilbyggarområdet. Han har skrivit flera böcker om självkonstruerade sportbilar, bland annat Locost, och är verksam i Storbritannien och Spanien.

## Böcker
- Build your own sports car for as little as £250: And Race it!, 2000, ISBN 1-85960-636-9
- Build Your Own Off-Road Buggy, 2001, ISBN 1-85960-642-3 - Boken beskriver hur man bygger en liten terrängbil
- Build Your Own Sports Car for as Little as 250 Pounds, 1996, ISBN 0-85429-976-9